# Tĳdinghe uyt verscheyde quartieren

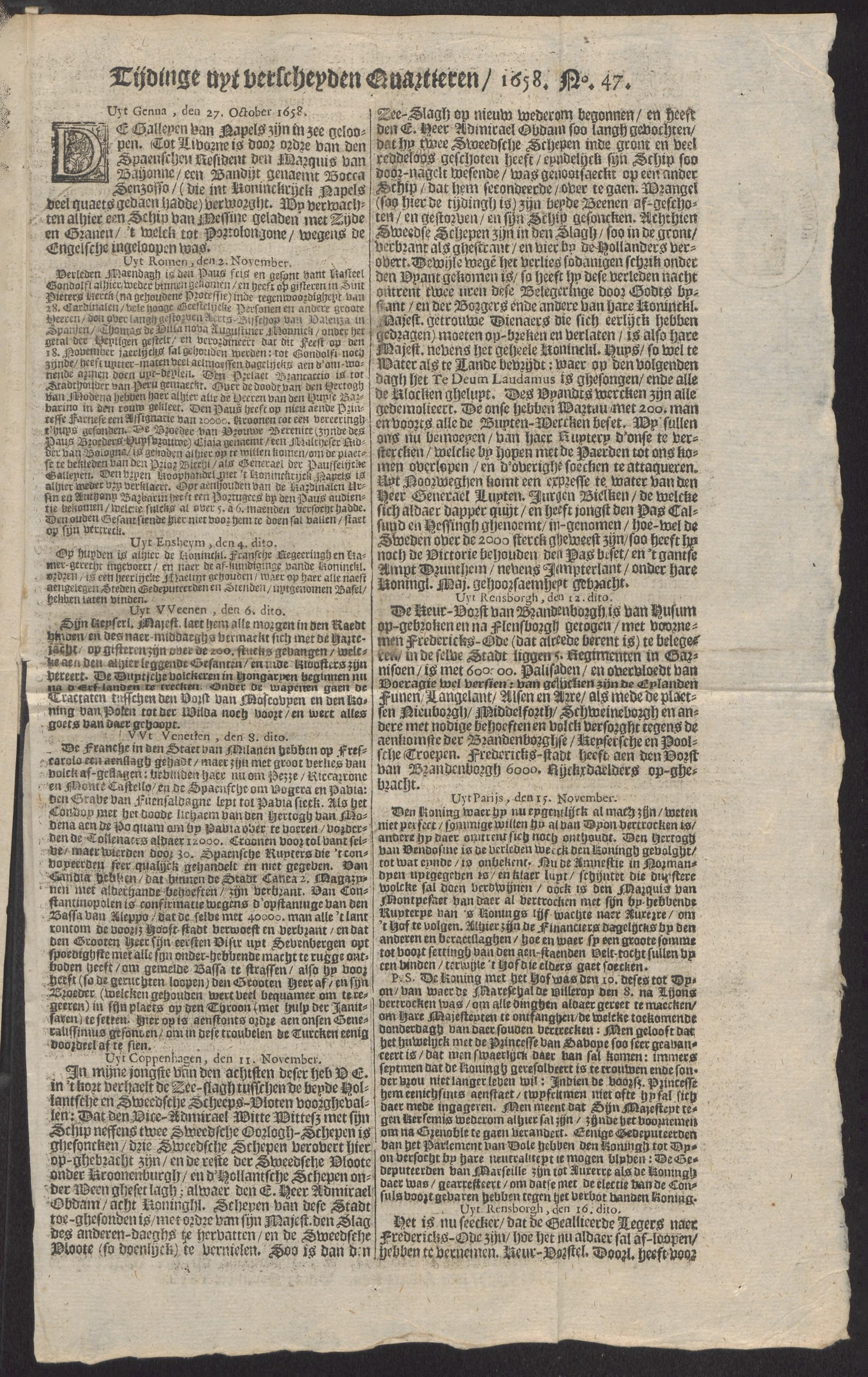
Tijdinghe uyt verscheyde quartieren, 23 november 1658.

Tĳdinghe uyt verscheyde quartieren (1619-1671) was een Amsterdamse krant. De krant werd gepubliceerd door de drukker Broer Jansz (1579 - Amsterdam, begraven 21 oktober 1652) en verscheen iedere zaterdag. 

## Publicatie
De vroegste overgeleverde uitgifte van de Tijdinghe dateert uit 10 februari 1619, maar de krant werd waarschijnlijk al eerder opgericht. Het is goed mogelijk dat Tijdinghe tegelijkertijd of zelfs eerder is ontstaan dan Courante uyt Italien, Duytslandt, &c. (1618-1669) van de "eerste courantier" Caspar van Hilten.
Tijdinghe en Courante waren de eerste kranten uit de Republiek. In de Zuidelijke Nederlanden, in Antwerpen, publiceerde Abraham Verhoeven (1575-1662) echter al vanaf 1605 zijn krant Nieuwe Tijdinghen.

## Opmaak
De krant had in het begin nog geen naam, maar kreeg als kop de eerste gebeurtenis die in de krant werd beschreven. In 1629 kreeg de krant de naam Tĳdinghe uyt verscheyde quartieren. Vanaf dit moment werden de uitgaven daarnaast genummerd.
De Tijdinghe werd gepubliceerd op halfbladig folioblad. De pagina's werden vanaf 1620 altijd dubbelzijdig bedrukt. De nieuwsberichten stonden in dubbele kolommen met zwarte letters in het gotische lettertype. Dit was dezelfde stijl als de Courante uyt Italien, Duytslandt, &c..

## Overlevering
In totaal zijn 650 kranten van de Tijdinghe overgeleverd, inclusief zeven varianten en vier speciale uitgaven. De kranten zijn veelal overgeleverd vanuit dezelfde collecties als de Courante uyt Italien, Duytslandt, &c.: de meeste kunnen worden gevonden in Stockholm, Parijs en Den Haag.

## Vertalingen
In het begin van zijn nieuwscarrière publiceerde Jansz ook Engelse en Franse vertalingen van de Tijdinghe. Daarmee was Jansz, samen met de journalist Pieter van der Keere, een van de eerste uitgevers van Engelstalige kranten. Waarschijnlijk was dit van korte duur, want Nathaniel Bourne en Nathaniel Butter publiceerden in de jaren 1620 een reeks nieuwsboeken. Hierdoor verdween Jansz's Engelstalige krant in 1621.
Zijn Franse krant werd waarschijnlijk vanaf 1635 wekelijks gepubliceerd als de Nouvelles de divers Quartiers. Hiermee wilde Jansz zowel de Franse lezers in de Republiek als de mensen in de Zuidelijke Nederlanden en Frankrijk bereiken. De Nouvelles verscheen op maandagen en bevatte veelal dezelfde nieuwsrapportages als de Tijdinghe, die op zaterdagen uitkwam.